# مسابقات قهرمانی فوتسال غرب آسیا
مسابقات قهرمانی فوتسال غرب آسیا یک رقابت فوتسال است که توسط فدراسیون فوتبال غرب آسیا برگزار می‌شود.

## نتایج
| ۲۰۰۷ جزئیات | ایران | · ایران زیر-۲ | رقابت دوره ای | · لبنان | · عراق  | رقابت دوره ای | · اردن  | ۴ |
| ۲۰۰۹ جزئیات | اردن  | · عراق        | رقابت دوره ای | · اردن  | · بحرین | رقابت دوره ای | · لبنان | ۵ |
| ۲۰۱۲ جزئیات | ایران | · ایران       | رقابت دوره ای | · اردن  | · عراق  | رقابت دوره ای | · کویت  | ۵ |

## جدول نشان
| رتبه           | کشور           | طلا | نقره | برنز | مجموع |
| -------------- | -------------- | --- | ---- | ---- | ----- |
| ۱              | ایران          | ۲   | ۰    | ۰    | ۲     |
| ۲              | عراق           | ۱   | ۰    | ۲    | ۳     |
| ۳              | اردن           | ۰   | ۲    | ۰    | ۲     |
| ۴              | لبنان          | ۰   | ۱    | ۰    | ۱     |
| ۵              | بحرین          | ۰   | ۰    | ۱    | ۱     |
| مجموع (۵ کشور) | مجموع (۵ کشور) | ۳   | ۳    | ۳    | ۹     |